# 우이차량사업소
우이차량사업소(牛耳車輛事業所)는 대한민국 서울특별시 강북구에 있는 우이신설경전철 관할 서울 경전철 우이신설선 차량기지다. 이 차량기지는 국내 최초로 지하에 건설되었으며, 2017년 9월 2일부터 우이신설경전철 UL000호대 전동차의 경·중정비를 담당하고 있는 곳이다. 심야에 16편성이 주박한다.